# Devina
Devina je naselje v Občini Slovenska Bistrica.